# Virginie Besson-Silla

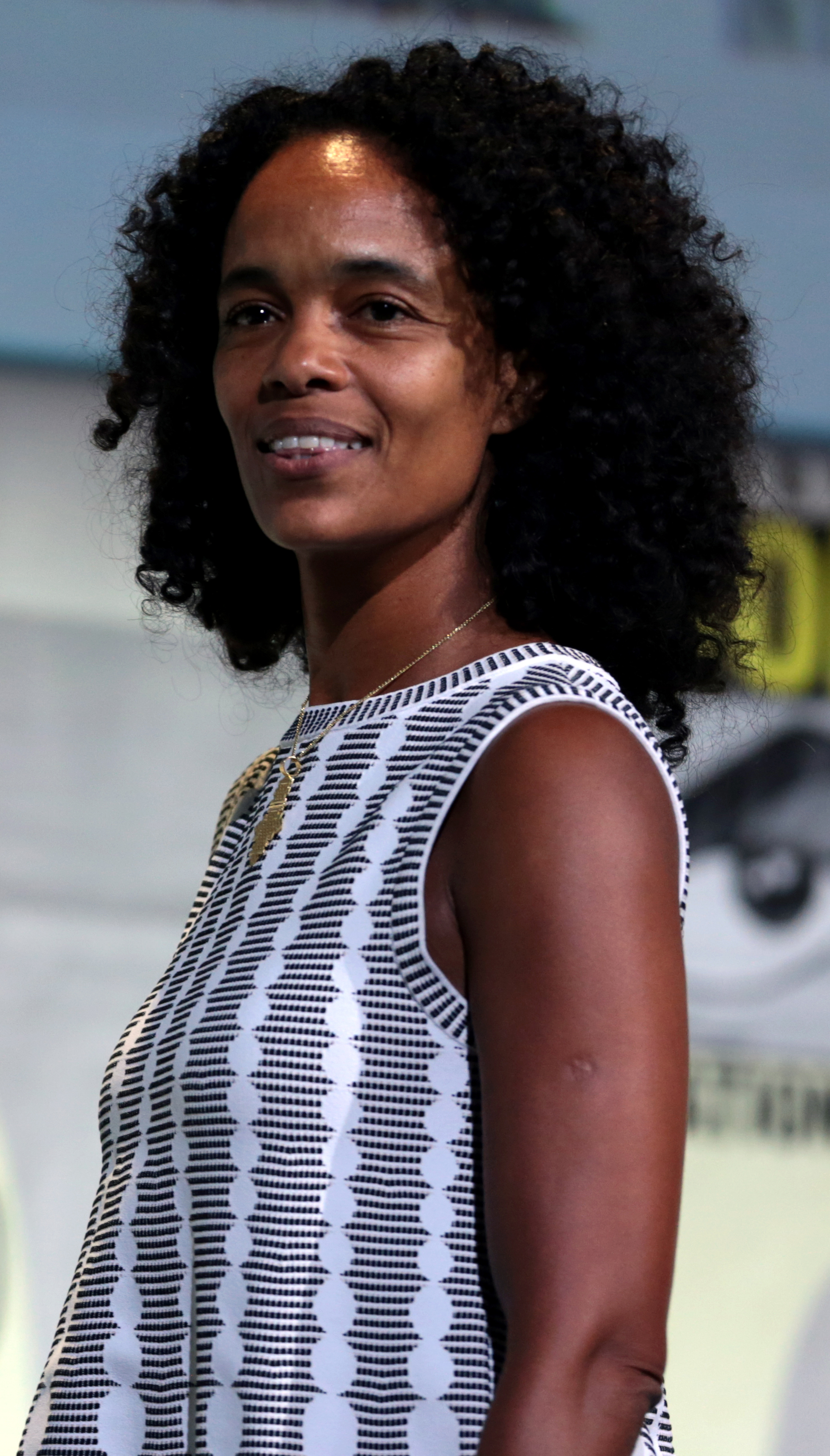
Virginie Besson-Silla, 2016 auf der San Diego Comic-Con International.

Virginie Besson-Silla (* 26. Januar 1972 in Ottawa (Kanada)) ist eine kanadisch-französische Filmproduzentin.

## Leben
Virginie Silla wurde 1972 in Ottawa, Kanada, geboren. Ihre Eltern waren Diplomaten und Silla verbrachte ihre Jugend unter anderem in Mali, im Senegal, in den USA und in Frankreich. Sie studierte an der American University of Paris und machte ihren Abschluss in Business Administration. 1994 begann Besson-Silla für Patrice Ledoux, Geschäftsführer bei Gaumont, zu arbeiten. Dort arbeitete sie an Luc Bessons Film Das fünfte Element und später an Bessons Johanna von Orleans mit.
1999 gründete Luc Besson die Firma EuropaCorp und bot Besson-Silla eine Stelle an. Ein Jahr später produzierte sie ihren ersten Film Yamakasi – Die Samurai der Moderne. Der Film wurde ein Erfolg und spielte 27 Millionen US-Dollar ein.
Besson-Sillas Schwager ist Vincent Perez. Am 28. August 2004 heiratete sie Luc Besson. Das Paar hat drei Kinder.

## Filmografie
- 2001: Yamakasi – Die Samurai der Moderne (Yamakasi)
- 2002: Peau d’ange – Engel weinen nicht (Peau d’ange)
- 2004: Im Spiegel des Bösen (À ton image)
- 2005: Au suivant!
- 2005: Revolver
- 2006: Love and Other Disasters
- 2010: From Paris with Love
- 2010: Adèle und das Geheimnis des Pharaos (Les aventures extraordinaires d’Adèle Blanc-Sec)
- 2011: The Lady (Dans La Lumière)
- 2013: Malavita – The Family (The Family)
- 2013: Jack und das Kuckucksuhrherz (Jack et la mécanique du cœur)
- 2014: Lucy
- 2017: Valerian – Die Stadt der tausend Planeten (Valerian and the City of a Thousand Planets)
- 2023: Dogman
- 2024: Weekend in Taipei
- 2025: June and John